# Distrikt Coishco
Der Distrikt Coishco ist einer von 9 Distrikten der Provinz Santa und liegt in der Region Ancash in Peru.
Der Distrikt Coishco wurde am 13. Dezember 1988 gegründet. Der 9,21 km² große Distrikt ist praktisch deckungsgleich mit der Stadt Coishco. Der Distrikt hatte beim Zensus 2017 15.979 Einwohner. Im Jahr 1993 lag die Einwohnerzahl bei 13.300, im Jahr 2007 bei 14.832.
Der Distrikt Coishco liegt im Nordwesten der Provinz Santa. Er umfasst die am Pazifischen Ozean gelegene Küstenstadt Coishco. Der Distrikt liegt knapp 6 km südlich der Flussmündung des Río Santa sowie 6 km nördlich der Großstadt Chimbote. Im Norden und Osten grenzt der Distrikt Coishco an den Distrikt Santa, im Süden an den Distrikt Chimbote. Die Nationalstraße 1N (Panamericana) durchquert den Distrikt.